# Olli Muotka
Olli Muotka, född 14 juli 1988 i Rovaniemi, är en finsk backhoppare och tidigare utövare i nordisk kombination. Han tävlar för Ounasvaaran Hiihtoseura.

## Karriär
Olli Muotka tävlade i B-världscupen från mars 2005. Han gjorde sin första internationella backhoppningstävling i FIS-cupen i Kuopio december 2005. Han debuterade i Världscupen i backhoppning i Sapporo 2010. (Muotka var med i kvalificeringen till världscuptävlingen i Kuopio mars 2009 på nationell kvot, men klarade ej att kvalificera sig till tävlingen. I den totala världscupen blev han nummer 55 säsongen 2009/2010 och nummer 43 säsongen 2010/2011.
Moutka deltog i junior-VM 2005, 2006 (nordisk kombination), 2007 (både nordisk kombination och backhoppning) och 2008 (backhoppning).
Under VM i skidflygning 2010 i Planica vann han bronsmedaljen tillsammans med Janne Happonen, Matti Hautamäki och Harri Olli i lagtävlingen. Olli Muotka vann 3 guldmedaljer under de finska mästerskapen 2011, i normalbacken i Rovaniemi, i lagtävlingen i Lahtis og i stora backen i Kuopio. Från tidigare finska mästerskap hade han en silvermedalj från laghoppning år 2009 och brons från 2010, också i laghopp. 
I Tysk-österrikiska backhopparveckan 2010/2011 blev han nummer 52. I totala världscupen 2010/2011 i skidflygning blev han nummer 25.